# Landkreis Tainan
| Status                    | Ehemaliger Landkreis der Provinz Taiwan, Republik China (Taiwan) |
|                           |                                                                  |
| Gliederung                | 2 Städte (市), 7 Stadtgemeinden (鎮), 22 Landgemeinden (鄉)      |
| Hauptstadt                | Xinying                                                          |
| Mittlere Jahrestemperatur | 23,8 °C                                                          |
| Symbole                   |                                                                  |
| Blume                     | Süße Duftblüte                                                   |
| Baum                      | Kampferbaum                                                      |
| Vogel                     | Fasanblatthühnchen                                               |
| Daten                     |                                                                  |
| Fläche                    | 2016,0 km²                                                       |
| Bevölkerung               | 1.101.853 (Nov. 2010)                                            |
| Bevölkerungsdichte        | 547 Ew./km² (Nov. 2010)                                          |
| Höhe                      | 0 bis 1241 m                                                     |
| Telefonvorwahl            | +886 (0)6                                                        |
| Postleitzahlen            | 710 – 745                                                        |
| Zeitzone                  | UTC+8                                                            |
| Webpräsenz                | www.tainan.gov.tw (heutige Webseite der Stadt Tainan)            |
|                           |                                                                  |

Der Landkreis Tainan (chinesisch 台南縣, Pinyin Táinán Xiàn) war eine Verwaltungseinheit der Republik China auf Taiwan, die von 1946 bis 2010 bestand. Er lag im Südwesten der Insel Taiwan, seine Hauptstadt war Xinying. Seit 2010 gehört er zum Gebiet der Stadt Tainan.

## Geschichte
Der Landkreis Tainan ging aus der Präfektur Tainan hervor, einer Verwaltungseinheit, die zur Zeit der japanischen Kolonialherrschaft in Taiwan am 1. Oktober 1920 gebildet worden war. Nachdem Taiwan im Jahr 1945 durch die Republik China übernommen worden war, erfolgte eine Reorganisation der Verwaltung. Aus der Präfektur (州, Shū) Tainan entstand am 7. Januar 1946 der neue Landkreis (縣, Xiàn) Tainan. Die japanischen Verwaltungseinheiten wurden weitgehend übernommen und nur mit chinesischen Namen benannt. Aus den japanischen Gai (街,  Jiē – „Straßen“) wurden Zhen (鎮,  Zhèn – „Stadtgemeinden“), und aus Shō (庄,  Zhuāng – „Dörfer“) wurden Xiang (鄉,  Xiāng – „Landgemeinden“). Tainan selbst wurde kreisfreie Stadt außerhalb des Landkreises und am 10. März 1946 durch Angliederung der Gemeinde Anshun (heute Stadtbezirk Annan) vergrößert. Auch die Stadt Chiayi erhielt die Kreisfreiheit. Am 25. Oktober 1950 erfolgte eine erneute Verwaltungsreorganisation und die heutigen Landkreise Chiayi und Yunlin wurden abgetrennt und zu selbständigen Verwaltungseinheiten. Die Grenzen des Landkreises Tainan blieben danach unverändert bis zum 25. Dezember 2010, als dieser aufgelöst und in die kreisfreie Stadt Tainan eingegliedert wurde. Tainan erhielt daraufhin den Status einer regierungsunmittelbaren Stadt und die bisherigen Landkreisgemeinden wurden zu Stadtbezirken (區,  Qū).

## Städte und Gemeinden
Zwischen 1950 und 2010 blieben die Grenzen der Gemeinden im Landkreis unverändert. Im Oktober 1950 gab es 7 Stadtgemeinden (鎮, Zhèn) und 24 Landgemeinden (鄉, Xiāng). Aufgrund der Bevölkerungszunahme änderten einige Gemeinden ihren Status: am 22. August 1968 wurde die Landgemeinde Xuejia zu einer Stadtgemeinde, am 25. Dezember 1981 erhielt die bisherige Stadtgemeinde Xinying den Status einer Stadt (市, Shì), und desgleichen auch die bisherige Landgemeinde Yongkang am 1. Mai 1993.
Im Jahr 2010 gehörten damit zwei Städte zum Landkreis: die im Norden gelegene Hauptstadt Xinying und das im Südwesten an Tainan grenzende Yongkang, die mit über 215.000 Einwohnern (Stand 2010) mit Abstand größte Siedlung. Daneben gab es sieben Stadtgemeinden und 22 Landgemeinden.

### Städte
- Xinying (新營市)
- Yongkang (永康市)

### Stadtgemeinden
- Baihe (白河鎮)
- Jiali (佳里鎮)
- Madou (麻豆鎮)
- Shanhua (善化鎮)
- Xinhua (新化鎮)
- Xuejia (學甲鎮)
- Yanshui (鹽水鎮)

### Landgemeinden
- Anding (安定鄉)
- Beimen (北門鄉)
- Danei (大內鄉)
- Dongshan (東山鄉)
- Guantian (官田鄉)
- Guanmiao (關廟鄉)
- Guiren (歸仁鄉)
- Houbi (後壁鄉)
- Jiangjun (將軍鄉)
- Liujia (六甲鄉)
- Liuying (柳營鄉)
- Longqi (龍崎鄉)
- Nanhua (南化鄉)
- Nanxi (楠西鄉)
- Qigu (七股鄉)
- Rende (仁德鄉)
- Shanshang (山上鄉)
- Xiaying (下營鄉)
- Xigang (西港鄉)
- Xinshi (新市鄉)
- Yujing (玉井鄉)
- Zuozhen (左鎮鄉)